# Мангуты
Мангуты (монг. мангуд — букв. «монголы») — монгольский род, участвовавший в походах Чингисхана. Название мангут в источниках встречается в различных формах: мангыт, манкгут, мангхит, мангкит. Возможно, слово «мангут» происходило от древнего звучания слова «монголы».

## Происхождение
На основании данных «Сокровенного сказания» («Тайной истории монголов») и «Алтан дэбтэр» («Золотой книги»), истории официальной, выдержки из которой приводит Рашид ад-Дин, можно проследить историю возникновения мангутов от монгольского рода Борджигин.
От Бодончара, родившегося, согласно монгольскому историку Х. Пэрлээ, в 970 году, ведётся фамильный свод Алтан Уруг, Золотого древа, давшего монголам и всему миру Чингисхана.
- Сыновьями Бодончара были Хабичи-баатур[3] (У Рашид ад-Дина он назван Бука[4]) и Бааридай, давший начало роду Баарин, в котором родился сподвижник Чингисхана Хорчи. От Джадарадая, приёмного сына Бодончара, пошёл род Джадаран. Из этого рода происходил Джамуха, побратим (анда) и соперник Тэмуджина. От другого приёмного сына Чжоуредая (Буктая) происходит род Чжоуреид.
- От Хабичи-баатура родился Мэнэн-Тудун (Дутум-Мэнэн).

У Мэнэн-Тудуна было семеро сыновей: Хачи-хулэг (Хачи-Кулюк), Хачин, Хачиу, Хачула, Хачиун, Харандай и Начин-баатур.
- Сыном Хачи-Кулюка был Хайду (У Рашид ад-Дина Хайду назван сыном Дутум-Мэнэна[5]) от которого произошёл Чингизхан.
- Сыном Хачина был Ноягидай, от него пошёл род Ноякин.
- Сын Хачиу — Барулатай, от него, а также сыновей Хачулы Еке-Барула и Учуган-Барула пошёл род Барулас.
- Сыновьями Начин-баатура были Уруудай и Мангутай, основатели родов Урууд и Мангуд.

СОКРОВЕННОЕ СКАЗАНИЕ. Глава «МОНГОЛЬСКИЙ ОБЫДЕННЫЙ ИЗБОРНИК». Раздел I. «РОДОСЛОВНАЯ И ДЕТСТВО ТЕМУЧЖИНА (ЧИНГИСА)». Абзац § 46.

 Сын Хачи-Кулюка, Хайду, по матери происходил от Намолуны. Хачинову же сыну дали имя Ноягидай. Из-за его крайнего чванства (noyansiy aburity) и род его стал прозываться Ноякин. Сына Хачиу звали Барулатай. Ростом он был велик и горазд до еды. Род его прозвали Барулас. Сыновья Хачулы также образовали род Барулас, и из-за жадности обоих братьев к еде пошли родовые прозвища Еке-Барула и Учуган-Барула, а отсюда пошли уже и родовые подразделения Баруласов: Эрдемту Барулас, Тодоен-Барулас и др. Дети Харандая стали родоначальниками племени Будаад-кашников, которое назвали так по той причине, что у них, наподобие перемешанной каши, не было ни старшего, ни главы. У Хачиуна был сын, по имени Адаркидай. Он стал родоначальником племени, прозванного Адаркин-сутяги из-за тех распрей, которые он заводил между братьями. Сыновья Начин-Баатура прозывались Уруудай и Мангутай. От них пошли племена Урууд и Мангуд. У Начин-Баатура от первой, старшей жены родились ещё Шичжуудай и Дохолодай.
В XII веке племя мангутов расселилось между борджигинами, кочевавшими по Онону, и близко соседствовало с забайкальскими монголами-баргутами. Некоторые данные говорят о родстве мангутов, барласов, арлатов, бахрин-илингутов, урнаутов, йисутов, конкотанов, сунитов, каркасов, илджитов и урутов.
В составе мангутов упоминаются ветви: оймангут (лесные мангуты), усуту мангут (речные мангуты).
По другим монгольским этногоническим преданиям, племя мангут относилось к древнемонгольской фратрии нирун. Его родоначальником считался, по одним источникам, Мангудай — потомок праматери Алан-гоа в шестом поколении, по другим — Джаксу из седьмого колена от Алан-гоа. В конце XII—начале XIII века один из предводителей мангутов Хуилдар-сэчэн был побратимом (анда) Чингисхана и командовал его передовыми отрядами, «во все времена… действовал с Чингиз-ханом заодно и оказал ему много содействия». После гибели Хуилдара в соответствии с его ещё прижизненной просьбой Чингисхан взял на себя заботу о его семействе. Мангуты во главе с сыном Хуилдара Мункэ-Калджа состояли в левом крыле монгольского войска, воевали в Китае и Иране. Из мангутов происходил и другой сподвижник Чингисхана — Джэдэй, в дальнейшем служивший при сыне Чингиса Толуе.
По мере образования империи мангуты расселялись по разным улусам. Отдельные их подразделения мигрировали в Дешт-и Кыпчак, где объединили под названием мангытов, часть местных кыпчаков и, возможно, гузов. Источники XV века застают мангытов в междуречье Яика и Эмбы полностью тюркизированными. Район их первоначального кочевания в землях Джучидов неизвестен. Однако судя по известиям об их откочевке за пределы досягаемости армии Тимура в конце XIV века, до этого они обитали где-то юго-восточнее.

## Внутреннее устройство
Предводители мангутов получили ранг беклярибека (главного военачальника и командира крыла) при ханах левого крыла Джучиева улуса, что возможно объяснять традицией, шедшей от побратимства Чингисхана и Хуилдара. Этот пост занимали эмир Балтычак, его сын Едигей и потомки Едигея по линии его сына Hyp ад-Дина до начала XVI века. Около 1447 года Ваккас б. Hyp ад-Дин, беклярибек Абулхайра, фактически отделился от ханства левого крыла, превратив юрт в самостоятельное политическое образование. Во второй половине XV века влияние и могущество мангутских беклярбеков (биев) настолько усилилось, что им стало принадлежать решающее слово в выборе кандидатуры хана в государстве Шейбанидов. При бие Саид-Ахмеде (правил в 1520—1548 гг.) подвластное ему владение окончательно превратилось в независимое ханство — так называемую Ногайскую Орду.
Статус главы мангутов требовал соответствующего терминологического оформления. Однако монголо-джучидская государственная традиция имела весьма неразвитую титулатуру. Звание беклярибека формально являлось обозначением ранга старшего военачальника при хане и не отражало той реальной роли, которую играли Едыге, а затем его преемники во второй половине XV—XVI веках. Не будучи Чингизидами, мангутские лидеры не смели воспользоваться одним из монархических или династических титулов (хан, султан и т. п.). В этих условиях был избран другой путь: использовать в качестве заменителя титула имя первого джучидского беклярибека Ногая, который фактически являлся и соправителем ханов в конце XIII века. По некоторым сведениям, Едыге использовал также тюркский перевод имени «Ногай» («Пес») кычек, и, кроме того, имя другого могущественного беклярибека соправителя Золотой Орды — Мамая.
Непосредственные наследники Едыге не имели большой власти и влияния, поэтому употребление новоизобретенного титульного прозвища на некоторое время стало неактуальным. Однако после смерти хана Абулхайра (1468 г.), в условиях ослабления центральной власти, распада государства кочевых узбеков и усиления мангытской знати, потомки Едыге восстановили применение термина «ногай». Но теперь он стал относиться не только к бию, но и ко всем его поданным. При этом понятие «ногай» подразумевало, во-первых, не исторического Ногая, который никогда не имел кочевий в Восточной Дешт-и Кыпчаке, а беклярибека Едыге, носившего титул-прозвище «ногай», «кычек». Во-вторых, слово «ногай» стало служить обозначением не только мангытов, но и всего остального населения государства безотносительно к племенной принадлежности. Кочевавшие на территории Юрта мангыты, кунграты, найманы, туркмены и прочие соотносили себя, судя по источникам, со своими племенами («родством»), но одновременно являлись и ногаями. Таким образом, слово «ногай» служило в тот период (последняя треть XV — первая четверть XVI века) не этнонимом, а «государственным именем», то есть обозначением принадлежности к ногайскому государству.
Позднее, при взаимной ассимиляции племен Ногайской Орды, оно превратилось в общее этническое имя народа этого государства. После распада Ногайской Орды те её жители, что переселились на запад, сохранили за собой этноним «ногай» (на Северном Кавказе до настоящего времени). Оставшиеся за Яиком вошли в состав казахского Младшего жуза (и позднее влились в казахский этнос), а также в состав ряда тюркоязычных народов Средней Азии и Сибири.
Потомками мангутов являются ногайцы и каракалпаки. От Едигея своё происхождение ведут такие княжеские роды, как Байтерековы, Кутумовы, Урусовы, Шейдяковы, Юсуповы, Кантемиры, Кекуатовы, а также мурзы Сюндюковы. К мангытам, по одной из версий, восходит происхождение Каринских арских князей (Деветьяровы, Касимовы, Яушевы и др.). Как полагают некоторые авторы, династия Тайбугинов также могла происходить из мангытов.

## Распространение мангутов
Проникновение и распространение мангутов в Средней Азии связывают с монгольским нашествием. В результате походов Чингис-хана и его потомков, а также миграционных процессов в XIII—XVI вв., мангыты и рода, принявшие их имя, распространились на обширной территории, от реки Днепр на западе до Внутренней Монголии и Бурятии на востоке, от верхнего Поволжья на севере и до северного Афганистана на юге. Род мангут принимали участие в походе Батыя на Русь. Одно из первых упоминаний мангутов в письменных источниках встречается в XII веке.
Однако было отмечено, что монгольские завоеватели нашли здесь местное, автохтонное многочисленное тюркоязычное кочевое и оседлое население. Монголы, выделенные в удел сыновьям Чингис-хана, а также прибывшие туда позже, были рассеяны среди массы покорённых тюркских племён и родов. Господствующая роль монгольских родов определяла престижность их самоназвания, что принималось подчинёнными племенами.
Предполагается, что после походов Чингисхана в среднеазиатские степи проникла небольшая часть монголов-мангутов, которые, оказавшись в окружении какой-то группы кипчакских племён, были ассимилированы, но передали им своё название. Вероятно, эти первоначально немногочисленные племена восприняли язык и культуру восточных кипчаков и растворились среди них. Те кипчакские кочевые общины, что расселились на территории, отведённой в юрт (пространство для кочевания) племенам, таким как: мангуты, хонгираты, кереиты и другим приняли по степному обычаю их имя. Из Восточного Казахстана мангыты, вероятно, в XIII веке проникли в Среднеазиатское междуречье. По преданиям ногаев — потомков мангутов, их предки прежде жили в Бухарии и назывались узбеками. Приблизительно в 1350-х—1360-х годах значительная часть мангутов вновь вернулась в степи Дашти-кипчака. Позже они стали называться ногаями. Эмиром мангутов в XIV веке был Едигей. По данным автора первой половины XVI века ибн Рузбехана три племени относили к узбекам, в числе которых он упоминает мангутов.
Часть мангутов, смешанные с тюркоязычными народами называется «мангытами» (узб. mang'it).
Мангыты в составе каракалпаков делились на 19 родов, разделённых на четыре группы: 1. Каратай, состоявший из родов: кара-мангыт, кара-сирак, ак-мангыт, мамыкши, косар, кылкалы; 2. Сары-тай, состоявший из родов: аршан, жанлык, ток-мангыт, арсары, таз-жаллык, шуйит, жаманша, есеби, тамгалы, тонг-мойын, темир-ходжа; 3. боз-тай; 4. жетим-тай.

## Монгольские мангуты
В Монголии мангуты (мангуд, магниуд) ныне проживают в сомонах Дэлгэрэх, Мандах, Улаанбадрах, Хөвсгөл, Хатанбулаг, Эрдэнэ Восточно-Гобийского аймака; сомонах Эрдэнэдалай, Сайхан-Овоо, Дэлгэрхангай, Хулд, Луус, Өлзийт, Дэрэн, Өндөршил Средне-Гобийского аймака сомонах Булган, Мандал-Овоо, Цогт-Овоо, Ханхонгор, Баян-Овоо, Номгон, Манлай, Ханбогд Южно-Гобийского аймака; сомоне Түмэнцогт Сүхбаатарского аймака; сомонах Орхон, Сайхан, Баянгол, Мандал Селенгинского аймака; сомонах Жаргалант, Борнуур, Баянчандмань, Баянцагаан, Баянжаргалан, Баян Центрального аймака.
В Монголии проживают носители следующих родовых фамилий: Мангууд, Мангуд, Мангут, Мангуудай, Мангуут, Магниуд, Магниут, Мангиуд, Мангад, Мангадай, Мангат, Монгууд.
Мангуты (род манггуд) проживают в составе южных (увэр) монголов на территории Внутренней Монголии.
Одно из основных поколений примкнувшего к хонгодорам рода тэртэ в составе закаменских бурят носит имя мангадай. В данном названии, согласно Б. З. Нанзатову, прослеживается связь с этнонимом «мангуд». С этнонимом мангут также связаны современные бурятские фамилии Мангутов, Мангатаев, Мангадханов, а также название мифического существа мангадхай (мангус).
Мангуты (мангад, мангыд) отмечены в составе калмыков. В состав калмыков входят роды: мангад, хара мангад, иштиг мангад (иштык-мангут), толга уга мангад, мангад-шебенеры: улын мангад, хуучин бюрин мангад.

## Мангытская династия в Бухаре
Узбекские амиры из племени мангыт создали свою династию правителей Бухары (1756—1920), сменившую династию Аштарханидов.
В начале XX века мангыты в составе узбекского народа являлись самым могущественным и многочисленным племенем в Бухарском оазисе. Общая их численность составляла 99 200 человек, а Бухарском и Гиждуванском уездах их было более 52 тысяч.

## Казахские мангыты
Мангыты среди казахов являются потомками одноимённого каракалпакского рода. Основная часть казахского племени Мангыт не входящее в состав трёх казахских жузов, проживает в Сарыагашском районе Туркестанской области Республики Казахстан: 
| Не входит в состав трёх казахских жузов | Не входит в состав трёх казахских жузов | Не входит в состав трёх казахских жузов | Не входит в состав трёх казахских жузов | Не входит в состав трёх казахских жузов |
| Племя/Род                               | Род/Подрод                              | Тамга (родовой знак)                    | Уран (родовой клич)                     | Численность рода                        |
| --------------------------------------- | --------------------------------------- | --------------------------------------- | --------------------------------------- | --------------------------------------- |
| Мангыт                                  | Едыге                                   | ٮ Шөміш қылыш                           | Едыге Алаш                              | ≈ 4300 человек                          |

Также большая группа казахского рода Мангыт проживает на территориях:
- Туркестанской области Республики Казахстан в составе племени Шанышкылы;
- Кербулакского района Жетысуской области Республики Казахстан среди племени Жалайыр;
- Актюбинской области Республики Казахстан[42] среди подрода Назар племени Алимулы (Алшын);
- Туркестанской области Республики Казахстан подрод мангытай[каз.][43] в составе рода Сангыл племени Конырат.

## Каракалпакские мангыты
(Тамга: f (қылыш), Уран: Шаўлы-Шаўхай)
| Племя  | Қаратй топары руўлары: | Сарытай топары руўлары | Бозтай топары руўлары | Жетимтай топары руўлары |
| ------ | --- | --- | --------------------- | ----------------------- |
| Рулары | 1. Қараманғыт (тийре): 1. Үшбас; 2. Қарасыйрақ 3. Ақманғыт 4. Мамықшы (руў) 1. Жетиқурт 5. Қосар (руў) 1. Гүбидин 6. Қылқалы | 1. Аршын 2. Жанлық 3. Тоқманғыт 4. Арсары 5. Тазжанлық 6. Шүйт 7. Жаманша 8. Есебий 9. Тамғалы 10. Тоқмойын 11. Темирхожа | 1. Бозта              | 1. Ешбуға               |

## ДНК мангутов
Согласно работе казахстанских исследователей, C2-старкластер, выявленный у представителей рода мангыт среди ногайцев, отражает генетический вклад нирун-монголов, к которым относился род мангыт.
2 представителя племени мангут из Западной Монголии были протестированы на гаплогруппу N1c Y-хромосомы ДНК.
Один оказался представителем гаплогруппы N1c.
Другой оказался не принадлежащим к гаплогруппе N1c.